# Мајсенхајм
Мајсенхајм (њем. Meißenheim) општина је у њемачкој савезној држави Баден-Виртемберг. Једно је од 51 општинског средишта округа Ортенау. Према процјени из 2010. у општини је живјело 3.706 становника. Посједује регионалну шифру (AGS) 8317075.

## Географски и демографски подаци
Мајсенхајм се налази у савезној држави Баден-Виртемберг у округу Ортенау. Општина се налази на надморској висини од 151 метра. Површина општине износи 21,3 km². У самом мјесту је, према процјени из 2010. године, живјело 3.706 становника. Просјечна густина становништва износи 174 становника/km².